# Orica-AIS/Saison 2015

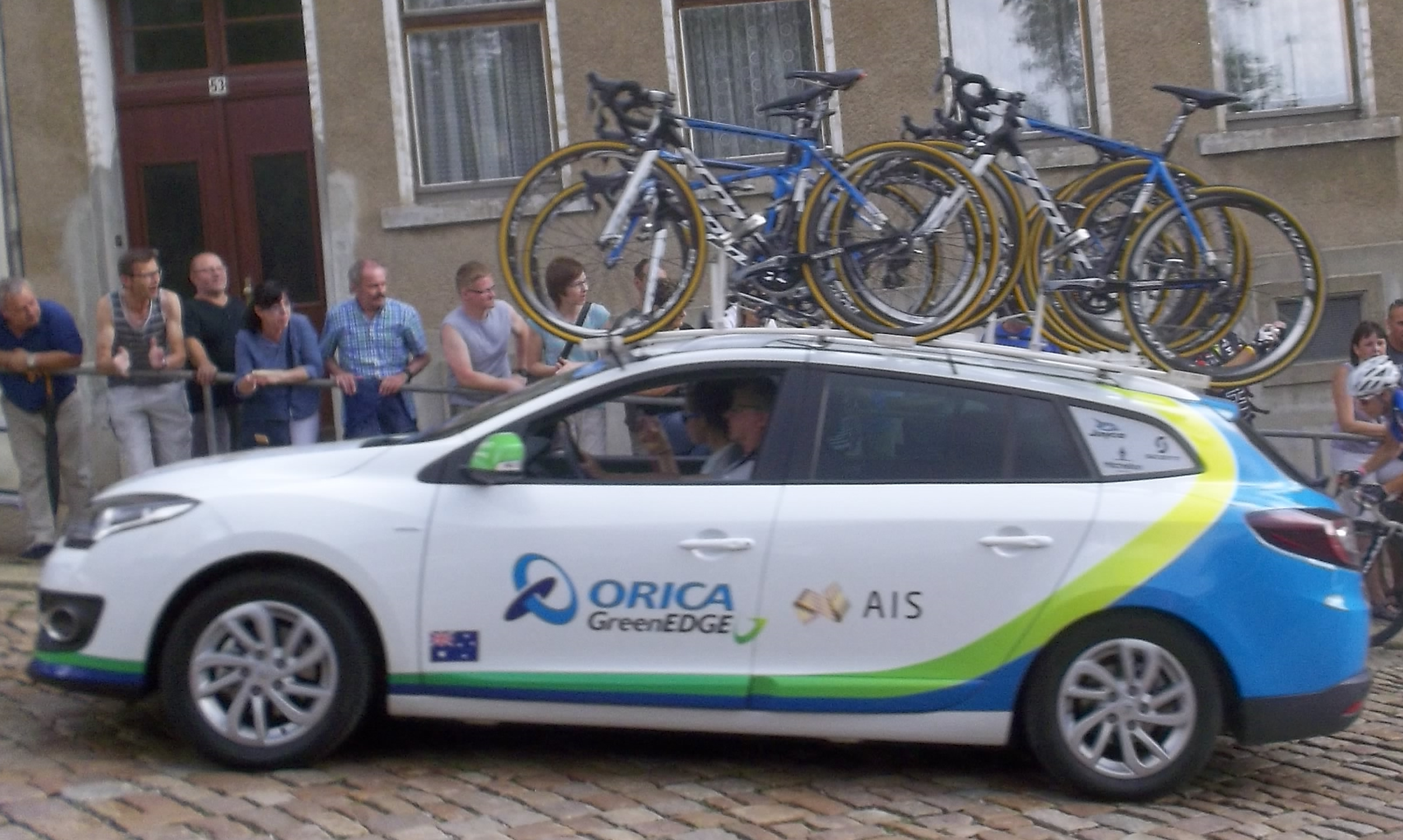
Auto des Teams Orica-AIS bei der Thüringen Rundfahrt 2015

Dieser Artikel beschreibt die Mannschaft und die Erfolge des Radsportteams Orica-AIS in der Saison 2015.

## Mannschaft
| Teamkader 2015                   | Teamkader 2015     | Teamkader 2015 | Teamkader 2015                         |
| Name                             | Geburtsdatum       | Land           | Vorheriges Team                        |
| -------------------------------- | ------------------ | -------------- | -------------------------------------- |
| Gracie Elvin                     | 31. Oktober 1988   | Australien     | Faren-Honda (2012)                     |
| Katrin Garfoot                   | 8. Oktober 1981    | Australien     |                                        |
| Loes Gunnewijk                   | 27. November 1980  | Niederlande    | Nederland Bloeit (2011)                |
| Melissa Hoskins                  | 24. Februar 1991   | Australien     |                                        |
| Emma Johansson                   | 23. September 1983 | Schweden       | Hitec Products-Mistral Home (2012)     |
| Alexandra Manly                  | 28. Februar 1996   | Australien     |                                        |
| Chloe McConville                 | 1. Oktober 1987    | Australien     |                                        |
| Rachel Neylan (1. Mär.–31. Dez.) | 9. März 1982       | Australien     | Hitec Products UCK (2013)              |
| Sarah Roy                        | 27. Februar 1986   | Australien     | Poitou-Charentes.Futuroscope.86 (2014) |
| Valentina Scandolara             | 1. Mai 1990        | Italien        | MCipollini-Giordana (2013)             |
| Macey Stewart                    | 16. Januar 1996    | Australien     |                                        |
| Amanda Spratt                    | 17. September 1987 | Australien     |                                        |
| Lizzie Williams                  | 15. August 1983    | Australien     |                                        |
|                                  |                    |                |                                        |
| Quelle: Cycling Archives         |                    |                |                                        |

## Erfolge
- Australische Zeitfahrmeisterschaft: Katrin Garfoot
- Australische Straßenmeisterschaft Amanda Spratt
- Santos Women’s Tour
  - Gesamtwertung und 1. Etappe: Katrin Garfoot
  - 3. Etappe: Lizzie Williams
- Cadel Evans Great Ocean Road Race: Amanda Spratt
- 2. Etappe Ladies Tour of Qatar: Katrin Garfoot
- Ozeanische Zeitfahrmeisterschaft: Katrin Garfoot
- Prolog Festival Elsy Jacobs: Annemiek van Vleuten
- Gooik-Geraardsbergen-Gooik: Gracie Elvin
- 2a. Etappe Auensteiner Radsporttage: Annemiek van Vleuten
- Niederländische Zeitfahrmeisterschaft Annemiek van Vleuten
- 2. Etappe Tour de Feminin – O cenu Českého Švýcarska: Loren Rowney
- Thüringen-Rundfahrt
  - Teamwertung
  - 6. Etappe: Amanda Spratt
- 4. Etappe Boels Rental Ladies Tour: Sarah Roy
- Chrono Champenois – Trophée Européen: Katrin Garfoot